# Hyphydrus ntsa
Hyphydrus ntsa är en skalbaggsart som beskrevs av Bilardo och Rocchi 2008. Hyphydrus ntsa ingår i släktet Hyphydrus och familjen dykare. Inga underarter finns listade i Catalogue of Life.